# 1633 en France
Chronologie de la France
- 1629
- 1630
- 1631
- 1632
- 1633
- 1634
- 1635
- 1636
- 1637

## Événements
- 12 janvier : la Congrégation des Prêtres de la Mission fondée par Vincent de Paul est approuvée par le pape par la bulle Salvatoris nostri[1].
- 15 janvier : édit de création du parlement de Metz, qui supprime les anciennes cours de justice des Trois-Évêchés[2].
- 17-19 janvier : querelle entre Diogo de Oliviera, alias Sindicario, membre de la communauté marrane portugaise de Rouen, et un prêtre espagnol du diocèse de León, Diego de Cisneros, au sujet d’une demande de certificat de catholicité. L’affaire est porté devant les tribunaux, et provoque la dispersion d’une partie de la communauté marrane de Rouen. Quelques-uns trouvent refuge à Lille, à Anvers et à Londres. Les prêtres espagnols Cisneros et Juan Bautista de Villadiego, dénoncés comme espions, ainsi que Oliviera, sont arrêtés. Les 36 marranes accusés de crypto-judaïsme sont finalement absous le 30 juin 1633 après enquête du Conseil du roi et la promesse de payer 250 000 livres pour les œuvres de la couronne[3],[4].

- 25 février : arrestation du marquis de Châteauneuf, garde des sceaux ; il est enfermé au château d'Angoulême. le même jour, son ami le chevalier de Jars est enfermé à la Bastille[5].
- 28 février : Pierre Séguier devient garde des sceaux (fin en 1650)[6].
- 19 avril : le traité de Bärwalde est renouvelé entre la France et la Suède au congrès de Heilbronn. Le 23 avril, une alliance est conclue entre la Suède et les cercles du Haut-Rhin, du Bas-Rhin, de Souabe et de Franconie contre l’empereur[7].

- 24 juin : la Compagnie normande (ou compagnie Rozée) obtient le monopole de la traite pour dix ans au Cap Vert, au Sénégal et en Gambie, puis celui de la Guinée le 14 janvier 1634[8].
- 25 juin : début des conférences ecclésiastiques des mardis avec Monsieur Vincent. Lors de la deuxième conférence, le 9 juillet, il est décidé de les tenir tous les mardis[9].

- 22 août : premier compte rendu des conférences du Bureau d’adresse de Théophraste Renaudot. Elles se sont tenues toutes les semaines sans interruption jusqu’au lundi 31 juillet 1634[10].

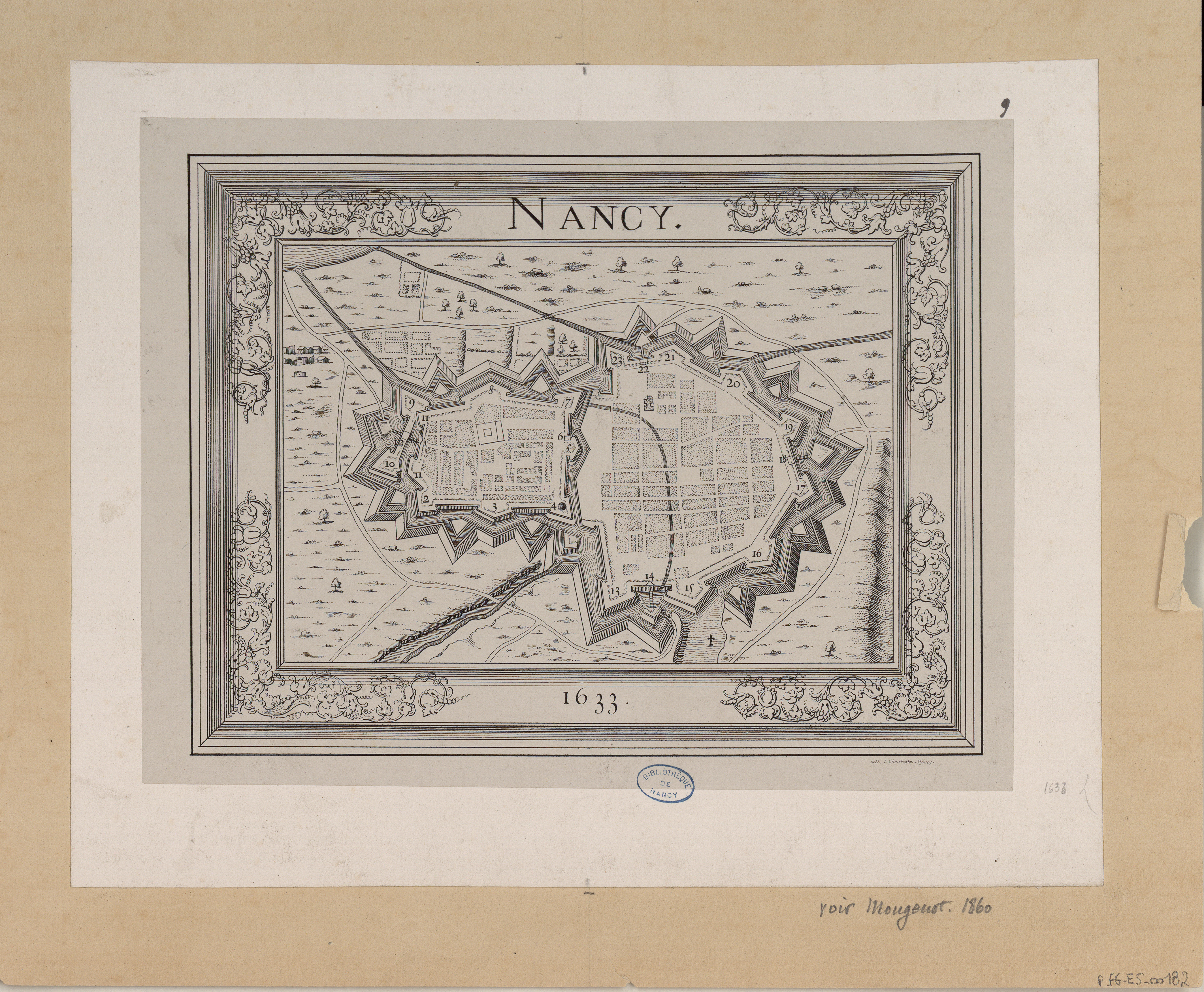
Nancy, plan de 1633.

- 6 septembre : traité de La Neuveville entre le cardinal de Lorraine et Richelieu, complété le  20 septembre par le traité de Charmes signé par Charles IV de Lorraine et ratifié par le roi[11].
- 25 septembre : entrée de Louis XIII dans Nancy. Occupation du duché de Lorraine par la France[12].

- 18 novembre : un édit somptuaire défend à tous sujets « de porter sur leurs chemises, coulets (collets), manchettes, coiffes et sur autre linge, aucune découpure et broderie de fil d’or et d'argent, passements, dentelles, points coupés, manufacturés tant dedans que dehors le royaume »[13].
- 23 novembre : arrêt du Conseil du Roi, confirmé par le Parlement le 5 juillet 1634, pour la construction d’une nouvelle enceinte à Paris[14], dite « enceinte des Fossés jaunes »  (1634-1637).
- 29 novembre : Vincent de Paul et Louise de Marillac fondent les Filles de la Charité[15].

- En 1633, les recettes de l’état provenant de la vénalité des charges représentent 52 % des recettes de l’épargne[16].